# Jana Kubičková-Posnerová
Jana Kubičková-Posnerová (ur. 9 stycznia 1945 w Novych Sadach) – czechosłowacka gimnastyczka, dwukrotna medalistka olimpijska, mistrzyni świata.
Brała udział w dwóch igrzyskach (IO 64, IO 68). Zarówno w Tokio jak i w Meksyku zdobyła srebrne medale w zawodach drużynowych w wieloboju. Jej najlepszym indywidualnym wynikiem w Tokio było 15. miejsce w ćwiczeniach na równoważni, z kolei w Meksyku jej najlepszym miejscem była ósma lokata w ćwiczeniach na podłodze.  
Wraz z drużyną zdobyła złoty medal mistrzostw świata w 1966 roku. Indywidualnie medalu nie zdobyła, w wieloboju była ósma, zaś w ćwiczeniach na podłodze i skoku przez konia była piąta.
Jej mężem był Václav Kubička, gimnastyk i trener zmarły w 2005 roku (był on m.in. dwukrotnym uczestnikiem igrzysk olimpijskich).